# کوکیوتوس

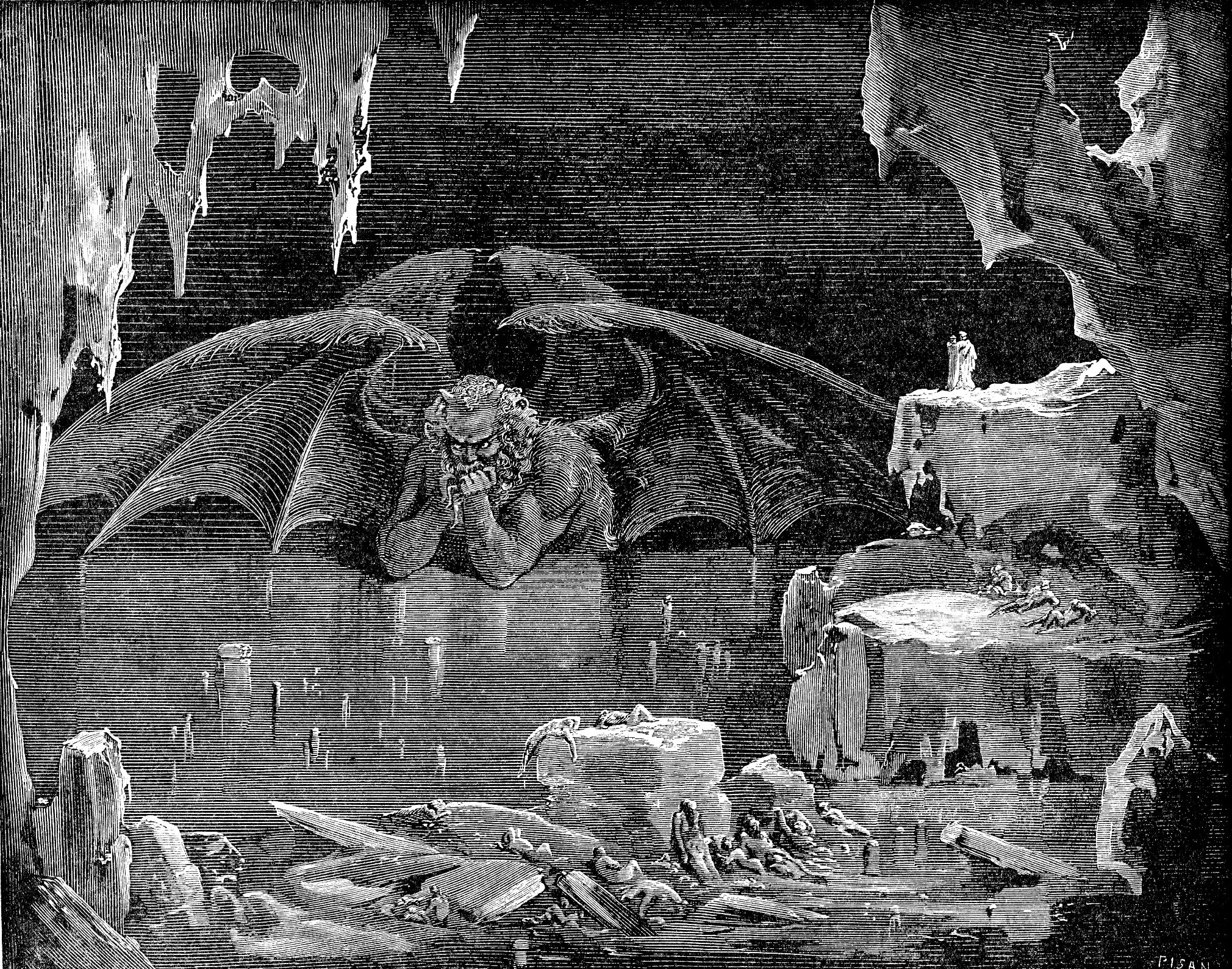
اسکن با وضوح بالا از حکاکی توسط گوستاو دوره که کانتو XXXIV کمدی الهی

کوکیوتوس (به یونانی: Κωκυτος) در اساطیر یونانی، رود اشک‌آلود و یکی از پنج رود واقع در جهان زیرزمینی و هادس بود. رودهای دیگر شامل استیکس، آخرون، فلگتون، و لِتِه بودند. کوکیوتوس به رودخانه‌ی آخرون جریان پیدا می‌کرد، که در میان جهان زیرین، سرزمین اساطیری مردگان قرار داشت. کسانی که پس از مرگ به‌درستی به خاک سپرده نشده بودند، محکوم به قدم زدن در لبه‌های این رودخانه برای بیشتر مدت زندگیِ پس از مرگ خود بودند.